# Kenneth City
Kenneth City ist eine Stadt im Pinellas County im US-Bundesstaat Florida. Das U.S. Census Bureau hat bei der Volkszählung 2020 eine Einwohnerzahl von 5.047 ermittelt.

## Geographie
Kenneth City grenzt direkt an die Städte Pinellas Park (Norden) und Saint Petersburg (Süden). Die Stadt liegt rund 15 km südlich von Clearwater sowie etwa 25 km südwestlich von Tampa.

## Demographische Daten
Laut der Volkszählung 2010 verteilten sich die damaligen 4980 Einwohner auf 2191 Haushalte. Die Bevölkerungsdichte lag bei 2621,1 Einw./km². 80,9 % der Bevölkerung bezeichneten sich als Weiße, 6,3 % als Afroamerikaner, 0,2 % als Indianer und 6,4 % als Asian Americans. 3,7 % gaben die Angehörigkeit zu einer anderen Ethnie und 2,5 % zu mehreren Ethnien an. 12,3 % der Bevölkerung bestand aus Hispanics oder Latinos.
Im Jahr 2010 lebten in 25,7 % aller Haushalte Kinder unter 18 Jahren sowie 35,7 % aller Haushalte Personen mit mindestens 65 Jahren. 59,5 % der Haushalte waren Familienhaushalte (bestehend aus verheirateten Paaren mit oder ohne Nachkommen bzw. einem Elternteil mit Nachkomme). Die durchschnittliche Größe eines Haushalts lag bei 2,24 Personen und die durchschnittliche Familiengröße bei 2,85 Personen.
19,7 % der Bevölkerung waren jünger als 20 Jahre, 19,8 % waren 20 bis 39 Jahre alt, 29,2 % waren 40 bis 59 Jahre alt und 31,4 % waren mindestens 60 Jahre alt. Das mittlere Alter betrug 48 Jahre. 46,8 % der Bevölkerung waren männlich und 53,2 % weiblich.
Das durchschnittliche Jahreseinkommen lag bei 32.860 $, dabei lebten 19,6 % der Bevölkerung unter der Armutsgrenze.
Im Jahr 2000 war englisch die Muttersprache von 93,00 % der Bevölkerung und spanisch sprachen 7,00 %.

## Verkehr
Kenneth City wird von der Florida State Road 693 durchquert. Der nächste Flughafen ist der St. Petersburg-Clearwater International Airport (rund 10 km nördlich).

## Kriminalität
Die Kriminalitätsrate lag im Jahr 2010 mit 435 Punkten (US-Durchschnitt: 266 Punkte) im (hohen) durchschnittlichen Bereich. Es gab zwei Vergewaltigungen, fünf Raubüberfälle, 26 Körperverletzungen, 31 Einbrüche, 161 Diebstähle und elf Autodiebstähle.